# جامعة ساوثرن كروس
جامعة ساوثرن كروس هي جامعة عامة في أستراليا تأسست عام 1994. تقع في مدن كوفس هاربور، يزمور، تويد هيدز.

## إحصائيات
يبلغ عدد طلاب الجامعة 14,858 طالب.